# Tömöriin Artag

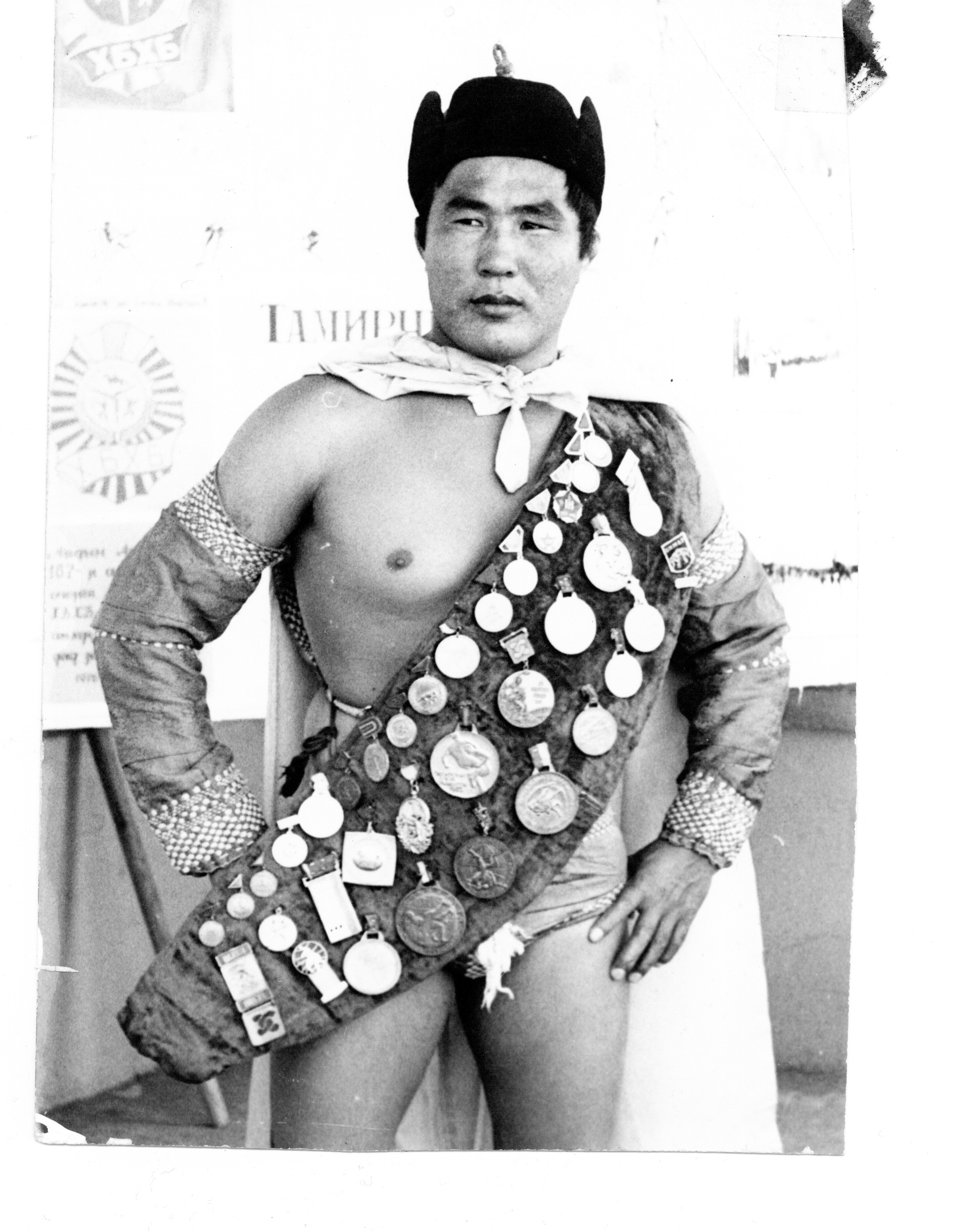
Tömöriin Artag (o. J.)

Tömöriin Artag (mongolisch Төмөрийн Артаг; * 10. April 1943 in Tes, Uws-Aimag; † 1993) war ein mongolischer Ringer.
Bei den Olympischen Sommerspielen 1968 in Mexiko-Stadt gewann er die Bronzemedaille im Freistilringen der Kategorie Bantamgewicht. Vier Jahre später trat er bei den Olympischen Sommerspielen 1972 in München an. Dort besiegte er zwar Hayri Polat aus der Türkei und István Kovács aus Ungarn, konnte den Erfolg von 1968 nach Niederlagen gegen den späteren Olympiasieger Lewan Tediaschwili aus der Sowjetunion sowie gegen Kurt Elmgren aus Schweden allerdings nicht wiederholen.